# 三水郡
三水郡（サムスぐん）は朝鮮民主主義人民共和国両江道に属する郡。

## 地理
両江道のほぼ中央部に位置する。郡の北の境界は鴨緑江で、対岸は中華人民共和国である。
東北に恵山市、東南に甲山郡、南に豊西郡、西北に金正淑郡が隣接する。

## 行政区画
1邑・1労働者区・23里を管轄する。
| - 三水邑（サムスウプ） - 抱城労働者区（ポソンノドンジャグ） - 間嶺里（カルリョンニ） - 開雲城里（ケウンソンニ） - 館洞里（クァンドンニ） - 館西里（クァンソリ） - 館坪里（クァンピョンニ） - 館興里（クァヌンニ） - 光生里（クァンセンニ） - 東水里（トンスリ） - 嶺城里（リョンソンニ） - 龍伏洞里（リョンボクトンニ） - 盤龍基里（パルリョンギリ） | - 番浦里（ポンポリ） - 三谷里（サムゴンニ） - 新陽里（シニャンニ） - 新田里（シンジョンニ） - 深浦洞里（シンポドンニ） - 院東里（ウォンドンニ） - 一字峯里（イルチャボンニ） - 中坪場里（チュンピョンジャンニ） - 川南里（チョンナムニ） - 清水里（チョンスリ） - 豊徳里（プンドンニ） - 灰ゴル里（フェゴルリ） |

## 歴史
三水郡は、朝鮮王朝初期に甲山郡から分かれた区域で、咸鏡道に属した。王朝時代にこの地域の位置づけは昇格・降格を経て変遷があったが、1895年の地方制度改革によって郡となった。植民地期は咸鏡南道に属し、現在の金正淑郡（新坡郡）を含んでいた。
1945年8月時点で、三水郡は三水面（1942年に三南面から改称）・襟水面・好仁面・新坡面（1942年に江鎮面から改称）・自西面・三西面・館興面の7面から構成されていた。1952年の行政区画再編により新坡面などの西部を新坡郡として分離した。

### 年表
この節の出典
- 1391年 - 甲州万戸府に属する。
- 1413年 - 甲山郡に属する。
- 1441年 - 三水堡が置かれた。
- 1446年 - 三水郡が置かれた。
- 朝鮮王朝時代 - その後、万戸府・郡・都護府・県などと変遷した。
- 1895年 - 三水郡となり甲山府に属す（二十三府制）。
- 1896年 - 咸鏡南道に所属。
- 1914年4月1日 - 郡面併合により、咸鏡南道三水郡に以下の面が成立。(8面)
  - 邑館面・館興面・好仁面・別東面・三南面・江鎮面・自西面・三西面
- 1934年 (8面)
  - 三南面が三水面に改称。
  - 邑館面が襟水面に改称。
- 1942年4月 - 別東面が新設の恵山郡に編入。(7面)
- 1943年 - 江鎮面が新坡面に改称。(7面)
- 1945年 (7面)
  - 三水面が三南面に改称。
  - 新坡面が三水面に改称。
- 1952年12月 - 郡面里統廃合により、咸鏡南道三水郡三南面・襟水面・館興面および好仁面の一部、恵山郡別東面の一部地域をもって、三水郡を設置。三水郡に以下の邑・里が成立。(1邑27里)
  - 三水邑・中坪場里・新陽里・院東里・川南里・館洞里・館西里・清水里・館興里・深浦洞里・間嶺里・一字峯里・開雲城里・龍伏洞里・礼洪里・盤龍基里・東水里・三谷里・館坪里・新田里・王哥里・中雲里・農坪里・嶺城里・抱城里・光生里・門川里・番浦里
- 1954年10月 - 行政区画の見直しにより、両江道三水郡となる。(1邑27里)
  - 中坪場里の一部が院東里に編入。
  - 院東里の一部が川南里に編入。
  - 清水里の一部が館興里に編入。
  - 門川里の一部が盤龍基里に編入。
  - 中雲里の一部が恵山市春洞里に編入。
  - 新坡郡上台里の一部が抱城里に編入。
- 1958年 - 門川里が番浦里に編入。(1邑26里)
- 1961年 (1邑24里)
  - 農坪里が嶺城里・抱城里に分割編入。
  - 中雲里の一部が恵山市春洞里の一部と合併し、恵山市江口洞となる。
  - 中雲里の残部が抱城里に編入。
- 1981年 - 王哥里が灰ゴル里に改称。(1邑24里)
- 1982年 - 礼洪里が豊徳里に改称。(1邑24里)
- 1991年 - 抱城里が抱城労働者区に昇格。(1邑1労働者区23里)

## 交通
- 北部内陸線
  - 三水青年駅